# Eusebi d'Alexandria
Eusebi d'Alexandria fou un escriptor religiós bizantí (probablement ell mateix religiós). Va escriure diverses homilies al segle VI que van adquirir una mica de notorietat en el seu segle i el VII. De la seva personalitat res de cert es coneix, però sembla probable que va escriure a Alexandria. En tot cas sembla cert que no va ser Patriarca d'Alexandria, on, segons alguns autors, hauria estat cridat per Ciril per fer-ne el seu successor. De vegades se l'ha confós amb Eusebi de Cesarea.
Els seus escrits, que no passen de ser més aviat mediocres, estaven destinats al públic en general, però molts semblen pronunciaments eclesiàstics. Tracten sobre la vida de Jesús i de qüestions de vida i pràctica eclesiàstica que són resoltes segons el punt de vista ascètic i monàstic.